# Mistrovství Evropy v házené mužů 2014
11. mistrovství Evropy v házené mužů 2014 se konalo od 12. do 26. ledna v Dánsku ve čtyřech dánských městech: Aalborgu, Aarhusu, Brøndby a Herningu. Dánsko získalo právo organizovat ME 2014 ve volbě EHF 25. září 2010 v Kodani, když s 24 hlasy vyhrálo hlasování před společnou kandidaturou Chorvatska a Maďarska, které získaly 22 hlasů.
Mistrovství se zúčastnilo 16 mužstev, rozdělených do čtyř čtyřčlenných skupin, z nichž první tři týmy postoupily do dvou čtvrtfinálových skupin. První dva týmy ze čtvrtfinálových skupin postoupili do semifinále, týmy na třetím místě hráli o páté místo.
Vítězem se potřetí v historii stali házenkáři Francie, kteří ve finále zdolali obhájce titulu a zároveň domácí družstvo Dánsko poměrem 41 ku 32. Francouzi tak dali triumfem zapomenout na předloňský evropský šampionát, na němž obsadili až jedenácté místo.
V průběhu šampionátu padl nový rekord návštěvnosti evropských šampionátu, který činil 316 390 diváků, s průměrným počtem na zápas 6 732.

## Místo konání
| Brøndby         | Aalborg         | Aarhus          | Herning          |
| --------------- | --------------- | --------------- | ---------------- |
| Brøndby Hallen  | Gigantium       | NRGi Arena      | Jyske Bank Boxen |
| Kapacita: 4 950 | Kapacita: 8 500 | Kapacita: 4 740 | Kapacita: 14 000 |
|                 |                 |                 |                  |

## Výsledky a tabulky

### Základní skupiny

#### Skupina A
|    | Tým       | DEN   | MKD   | AUT   | CZE   | Z | V | R | P | Skóre | B |
| 1. | Dánsko    | ***   | 29:21 | 33:29 | 33:29 | 3 | 3 | 0 | 0 | 95:79 | 6 |
| 2. | Makedonie | 21:29 | ***   | 22:21 | 24:24 | 3 | 1 | 1 | 1 | 67:74 | 3 |
| 3. | Rakousko  | 29:33 | 21:22 | ***   | 30:20 | 3 | 1 | 0 | 2 | 80:75 | 2 |
| 4. | Česko     | 29:33 | 24:24 | 20:30 | ***   | 3 | 0 | 1 | 2 | 73:87 | 1 |

| 12. ledna 2014 18:00 | Česko   | 20 : 30 | Rakousko | Jyske Bank Boxen, Herning Počet diváků: 13,000 Rozhodčí: Nikolić, Stojković (SRB) |
| 12. ledna 2014 18:00 | Jícha 6 | (9:14)  | Weber 7  | Jyske Bank Boxen, Herning Počet diváků: 13,000 Rozhodčí: Nikolić, Stojković (SRB) |
| 12. ledna 2014 18:00 | 2× 3×   | Report  | 6× 2×    | Jyske Bank Boxen, Herning Počet diváků: 13,000 Rozhodčí: Nikolić, Stojković (SRB) |

| 12. ledna 2014 20:30 | Dánsko      | 29 : 21 | Makedonie | Jyske Bank Boxen, Herning Počet diváků: 14,000 Rozhodčí: Geipel, Helbig (GER) |
| 12. ledna 2014 20:30 | Mortensen 5 | (12:8)  | Lazarov 7 | Jyske Bank Boxen, Herning Počet diváků: 14,000 Rozhodčí: Geipel, Helbig (GER) |
| 12. ledna 2014 20:30 | 7× 3×       | Report  | 3×        | Jyske Bank Boxen, Herning Počet diváků: 14,000 Rozhodčí: Geipel, Helbig (GER) |

| 14. ledna 2014 18:15 | Makedonie  | 24 : 24 | Česko   | Jyske Bank Boxen, Herning Počet diváků: 10,100 Rozhodčí: Stark, Ştefan (ROU) |
| 14. ledna 2014 18:15 | Lazarov 12 | (10:11) | Horák 8 | Jyske Bank Boxen, Herning Počet diváků: 10,100 Rozhodčí: Stark, Ştefan (ROU) |
| 14. ledna 2014 18:15 | 3×         | Report  | 4× 3×   | Jyske Bank Boxen, Herning Počet diváků: 10,100 Rozhodčí: Stark, Ştefan (ROU) |

| 14. ledna 2014 20:30 | Rakousko  | 29 : 33 | Dánsko   | Jyske Bank Boxen, Herning Počet diváků: 14,000 Rozhodčí: Gousko, Repkin (BLR) |
| 14. ledna 2014 20:30 | Hermann 5 | (12:18) | Hansen 9 | Jyske Bank Boxen, Herning Počet diváků: 14,000 Rozhodčí: Gousko, Repkin (BLR) |
| 14. ledna 2014 20:30 | 3×        | Report  | 4× 3×    | Jyske Bank Boxen, Herning Počet diváků: 14,000 Rozhodčí: Gousko, Repkin (BLR) |

| 16. ledna 2014 18:15 | Makedonie | 22 : 21 | Rakousko     | Jyske Bank Boxen, Herning Počet diváků: 12,000 Rozhodčí: Dentz, Reibel (FRA) |
| 16. ledna 2014 18:15 | Lazarov 8 | (12:10) | Wilczynski 7 | Jyske Bank Boxen, Herning Počet diváků: 12,000 Rozhodčí: Dentz, Reibel (FRA) |
| 16. ledna 2014 18:15 | 5× 3×     | Report  | 6× 4×        | Jyske Bank Boxen, Herning Počet diváků: 12,000 Rozhodčí: Dentz, Reibel (FRA) |

| 16. ledna 2014 20:30 | Dánsko     | 33 : 29 | Česko    | Jyske Bank Boxen, Herning Počet diváků: 14,000 Rozhodčí: Gubica, Milošević (CRO) |
| 16. ledna 2014 20:30 | Lindberg 6 | (21:16) | Jícha 11 | Jyske Bank Boxen, Herning Počet diváků: 14,000 Rozhodčí: Gubica, Milošević (CRO) |
| 16. ledna 2014 20:30 | 2× 3×      | Report  | 4× 3×    | Jyske Bank Boxen, Herning Počet diváků: 14,000 Rozhodčí: Gubica, Milošević (CRO) |

#### Skupina B
|    | Tým       | ESP   | ISL   | HUN   | NOR   | Z | V | R | P | Skóre | B |
| 1. | Španělsko | ***   | 33:28 | 34:27 | 27:25 | 3 | 3 | 0 | 0 | 94:80 | 6 |
| 2. | Island    | 28:33 | ***   | 27:27 | 31:26 | 3 | 1 | 1 | 1 | 86:86 | 3 |
| 3. | Maďarsko  | 27:34 | 27:27 | ***   | 26:26 | 3 | 1 | 2 | 1 | 80:87 | 2 |
| 4. | Norsko    | 25:27 | 26:31 | 26:26 | ***   | 3 | 0 | 1 | 2 | 77:84 | 1 |

| 12. ledna 2014 16:00 | Island       | 31 : 26 | Norsko     | Gigantium, Aalborg Počet diváků: 4,000 Rozhodčí: Gubica, Milošević (= CRO) |
| 12. ledna 2014 16:00 | Sigurðsson 9 | (16:10) | Kjelling 7 | Gigantium, Aalborg Počet diváků: 4,000 Rozhodčí: Gubica, Milošević (= CRO) |
| 12. ledna 2014 16:00 | 5× 3× 1×     | Report  | 5× 2×      | Gigantium, Aalborg Počet diváků: 4,000 Rozhodčí: Gubica, Milošević (= CRO) |

| 12. ledna 2014 18:15 | Španělsko      | 34 : 27 | Maďarsko   | Gigantium, Aalborg Počet diváků: 4,000 Rozhodčí: Krstić, Ljubič (SLO) |
| 12. ledna 2014 18:15 | Rocas, Tomás 5 | (17:10) | Iváncsik 8 | Gigantium, Aalborg Počet diváků: 4,000 Rozhodčí: Krstić, Ljubič (SLO) |
| 12. ledna 2014 18:15 | 3×             | Report  | 7× 3×      | Gigantium, Aalborg Počet diváků: 4,000 Rozhodčí: Krstić, Ljubič (SLO) |

| 14. ledna 2014 18:00 | Maďarsko | 27 : 27 | Island       | Gigantium, Aalborg Počet diváků: 3,200 Rozhodčí: Nikolić, Stojković (SRB) |
| 14. ledna 2014 18:00 | Ancsin 7 | (16:15) | Pálmarsson 8 | Gigantium, Aalborg Počet diváků: 3,200 Rozhodčí: Nikolić, Stojković (SRB) |
| 14. ledna 2014 18:00 | 8× 4× 1× | Report  | 4× 3×        | Gigantium, Aalborg Počet diváků: 3,200 Rozhodčí: Nikolić, Stojković (SRB) |

| 14. ledna 2014 20:15 | Norsko   | 25 : 27 | Španělsko | Gigantium, Aalborg Počet diváků: 3,200 Rozhodčí: Dentz, Reibel (FRA) |
| 14. ledna 2014 20:15 | Myrhol 7 | (8:12)  | Tomás 8   | Gigantium, Aalborg Počet diváků: 3,200 Rozhodčí: Dentz, Reibel (FRA) |
| 14. ledna 2014 20:15 | 6× 4×    | Report  | 5× 3×     | Gigantium, Aalborg Počet diváků: 3,200 Rozhodčí: Dentz, Reibel (FRA) |

| 16. ledna 2014 18:00 | Španělsko  | 33 : 28 | Island       | Gigantium, Aalborg Počet diváků: 2,923 Rozhodčí: Gousko, Repkin (BLR) |
| 16. ledna 2014 18:00 | Cañellas 8 | (16:15) | Pálmarsson 8 | Gigantium, Aalborg Počet diváků: 2,923 Rozhodčí: Gousko, Repkin (BLR) |
| 16. ledna 2014 18:00 | 1× 3×      | Report  | 4×           | Gigantium, Aalborg Počet diváků: 2,923 Rozhodčí: Gousko, Repkin (BLR) |

| 16. ledna 2014 20:15 | Maďarsko | 26 : 26 | Norsko    | Gigantium, Aalborg Počet diváků: 2,923 Rozhodčí: Stoļarovs, Līcis (LAT) |
| 16. ledna 2014 20:15 | Lékai 7  | (16:13) | Tvedten 7 | Gigantium, Aalborg Počet diváků: 2,923 Rozhodčí: Stoļarovs, Līcis (LAT) |
| 16. ledna 2014 20:15 | 4× 3×    | Report  | 1× 3×     | Gigantium, Aalborg Počet diváků: 2,923 Rozhodčí: Stoļarovs, Līcis (LAT) |

#### Skupina C
|    | Tým     | FRA   | POL   | RUS   | SRB   | Z | V | R | P | Skóre | B |
| 1. | Francie | ***   | 28:27 | 35:28 | 31:28 | 3 | 3 | 0 | 0 | 94:83 | 6 |
| 2. | Polsko  | 27:28 | ***   | 24:22 | 19:20 | 3 | 1 | 0 | 2 | 70:70 | 2 |
| 3. | Rusko   | 28:35 | 22:24 | ***   | 27:25 | 3 | 1 | 0 | 2 | 77:84 | 2 |
| 4. | Srbsko  | 28:31 | 20:19 | 25:27 | ***   | 3 | 1 | 0 | 2 | 73:77 | 2 |

| 13. ledna 2014 18:00 | Srbsko                        | 20 : 19 | Polsko       | NRGi Arena, Aarhus Počet diváků: 2,000 Rozhodčí: Gjeding, Hansen (DEN) |
| 13. ledna 2014 18:00 | Vujin, Stojković, Zelenović 3 | (13:9)  | Jurkiewicz 5 | NRGi Arena, Aarhus Počet diváků: 2,000 Rozhodčí: Gjeding, Hansen (DEN) |
| 13. ledna 2014 18:00 | 8× 3×                         | Report  | 3× 4×        | NRGi Arena, Aarhus Počet diváků: 2,000 Rozhodčí: Gjeding, Hansen (DEN) |

| 13. ledna 2014 20:15 | Francie  | 35 : 28 | Rusko     | NRGi Arena, Aarhus Počet diváků: 2,350 Rozhodčí: Horáček, Novotný (CZE) |
| 13. ledna 2014 20:15 | Nyokas 9 | (19:14) | Kovalev 6 | NRGi Arena, Aarhus Počet diváků: 2,350 Rozhodčí: Horáček, Novotný (CZE) |
| 13. ledna 2014 20:15 | 3×       | Report  | 4× 3×     | NRGi Arena, Aarhus Počet diváků: 2,350 Rozhodčí: Horáček, Novotný (CZE) |

| 15. ledna 2014 18:00 | Rusko       | 27 : 25 | Srbsko  | NRGi Arena, Aarhus Počet diváků: 3,200 Rozhodčí: Raluy, Sabroso (ESP) |
| 15. ledna 2014 18:00 | Evdokimov 5 | (14:14) | Vujin 6 | NRGi Arena, Aarhus Počet diváků: 3,200 Rozhodčí: Raluy, Sabroso (ESP) |
| 15. ledna 2014 18:00 | 5× 3×       | Report  | 6× 3×   | NRGi Arena, Aarhus Počet diváků: 3,200 Rozhodčí: Raluy, Sabroso (ESP) |

| 15. ledna 2014 20:15 | Polsko  | 27 : 28 | Francie     | NRGi Arena, Aarhus Počet diváků: 2,785 Rozhodčí: Krstić, Ljubič (SLO) |
| 15. ledna 2014 20:15 | Łucak 5 | (14:15) | Karabatić 8 | NRGi Arena, Aarhus Počet diváků: 2,785 Rozhodčí: Krstić, Ljubič (SLO) |
| 15. ledna 2014 20:15 | 6× 4×   | Report  | 6× 3×       | NRGi Arena, Aarhus Počet diváků: 2,785 Rozhodčí: Krstić, Ljubič (SLO) |

| 17. ledna 2014 18:00 | Polsko            | 24 : 22 | Rusko   | NRGi Arena, Aarhus Počet diváků: 4,860 Rozhodčí: Nachevski, Nikolov (MKD) |
| 17. ledna 2014 18:00 | Lijewski, Łucak 4 | (10:14) | Atman 6 | NRGi Arena, Aarhus Počet diváků: 4,860 Rozhodčí: Nachevski, Nikolov (MKD) |
| 17. ledna 2014 18:00 | 4× 2×             | Report  | 4× 2×   | NRGi Arena, Aarhus Počet diváků: 4,860 Rozhodčí: Nachevski, Nikolov (MKD) |

| 17. ledna 2014 20:15 | Srbsko                    | 28 : 31 | Francie | NRGi Arena, Aarhus Počet diváků: 4,562 Rozhodčí: Geipel, Helbig (GER) |
| 17. ledna 2014 20:15 | Nikčević, Rnić, Nenadić 5 | (12:17) | Joli 10 | NRGi Arena, Aarhus Počet diváků: 4,562 Rozhodčí: Geipel, Helbig (GER) |
| 17. ledna 2014 20:15 | 3×                        | Report  | 3× 2×   | NRGi Arena, Aarhus Počet diváků: 4,562 Rozhodčí: Geipel, Helbig (GER) |

#### Skupina D
|    | Tým        | CRO   | SWE   | BLR   | MNE   | Z | V | R | P | Skóre | B |
| 1. | Chorvatsko | ***   | 25:24 | 33:22 | 27:22 | 3 | 3 | 0 | 0 | 85:68 | 6 |
| 2. | Švédsko    | 24:25 | ***   | 30:22 | 28:21 | 3 | 2 | 0 | 1 | 82:68 | 4 |
| 3. | Bělorusko  | 22:33 | 22:30 | ***   | 29:23 | 3 | 1 | 0 | 2 | 73:86 | 2 |
| 4. | Černá Hora | 22:27 | 21:28 | 23:29 | ***   | 3 | 0 | 0 | 3 | 66:84 | 0 |

| 13. ledna 2014 18:00 | Chorvatsko      | 33 : 22 | Bělorusko    | Brøndby Hallen, Brøndby Počet diváků: 2,400 Rozhodčí: Stark, Ştefan (ROU) |
| 13. ledna 2014 18:00 | Čupić, Horvat 6 | (16:11) | Puchouskij 6 | Brøndby Hallen, Brøndby Počet diváků: 2,400 Rozhodčí: Stark, Ştefan (ROU) |
| 13. ledna 2014 18:00 | 6× 3×           | Report  | 5× 2×        | Brøndby Hallen, Brøndby Počet diváků: 2,400 Rozhodčí: Stark, Ştefan (ROU) |

| 13. ledna 2014 20:15 | Švédsko           | 28 : 21 | Černá Hora   | Brøndby Hallen, Brøndby Počet diváků: 2,697 Rozhodčí: Stoļarovs, Līcis (LAT) |
| 13. ledna 2014 20:15 | Ekdahl du Rietz 7 | (18:13) | Ševaljević 5 | Brøndby Hallen, Brøndby Počet diváků: 2,697 Rozhodčí: Stoļarovs, Līcis (LAT) |
| 13. ledna 2014 20:15 | 5× 3×             | Report  | 4× 3×        | Brøndby Hallen, Brøndby Počet diváků: 2,697 Rozhodčí: Stoļarovs, Līcis (LAT) |

| 15. ledna 2014 18:00 | Černá Hora   | 22 : 27 | Chorvatsko | Brøndby Hallen, Brøndby Počet diváků: 2,655 Rozhodčí: Horáček, Novotný (CZE) |
| 15. ledna 2014 18:00 | Ševaljević 9 | (12:13) | Čupić 6    | Brøndby Hallen, Brøndby Počet diváků: 2,655 Rozhodčí: Horáček, Novotný (CZE) |
| 15. ledna 2014 18:00 | 2× 3×        | Report  | 4× 3×      | Brøndby Hallen, Brøndby Počet diváků: 2,655 Rozhodčí: Horáček, Novotný (CZE) |

| 15. ledna 2014 20:15 | Bělorusko  | 22 : 30 | Švédsko    | Brøndby Hallen, Brøndby Počet diváků: 3,100 Rozhodčí: Nachevski, Nikolov (MKD) |
| 15. ledna 2014 20:15 | Rutenka 13 | (10:13) | Petersen 8 | Brøndby Hallen, Brøndby Počet diváků: 3,100 Rozhodčí: Nachevski, Nikolov (MKD) |
| 15. ledna 2014 20:15 | 4× 3×      | Report  | 4× 3×      | Brøndby Hallen, Brøndby Počet diváků: 3,100 Rozhodčí: Nachevski, Nikolov (MKD) |

| 17. ledna 2014 18:00 | Chorvatsko        | 25 : 24 | Švédsko    | Brøndby Hallen, Brøndby Počet diváků: 4,785 Rozhodčí: Raluy, Sabroso (ESP) |
| 17. ledna 2014 18:00 | Buntić, Duvnjak 6 | (10:9)  | Karlsson 5 | Brøndby Hallen, Brøndby Počet diváků: 4,785 Rozhodčí: Raluy, Sabroso (ESP) |
| 17. ledna 2014 18:00 | 4×                | Report  | 4× 1×      | Brøndby Hallen, Brøndby Počet diváků: 4,785 Rozhodčí: Raluy, Sabroso (ESP) |

| 17. ledna 2014 20:15 | Bělorusko | 29 : 23 | Černá Hora | Brøndby Hallen, Brøndby Počet diváků: 3,400 Rozhodčí: Gjeding, Hansen (DEN) |
| 17. ledna 2014 20:15 | Rutenka 8 | (13:13) | Simović 8  | Brøndby Hallen, Brøndby Počet diváků: 3,400 Rozhodčí: Gjeding, Hansen (DEN) |
| 17. ledna 2014 20:15 | 6× 2×     | Report  | 4× 3×      | Brøndby Hallen, Brøndby Počet diváků: 3,400 Rozhodčí: Gjeding, Hansen (DEN) |

### Čtvrtfinálové skupiny

#### Skupina I
|    | Tým       | DEN    | ESP    | ISL    | HUN    | MKD    | AUT    | Z | V | R | P | Skóre   | B  |
| 1. | Dánsko    | ***    | 31:28  | 32:23  | 28:24  | 29:21* | 33:29* | 5 | 5 | 0 | 0 | 153:125 | 10 |
| 2. | Španělsko | 28:31  | ***    | 33:28* | 34:27* | 28:27  | 33:22  | 5 | 4 | 0 | 1 | 156:135 | 8  |
| 3. | Island    | 23:32  | 28:33* | ***    | 27:27* | 33:27  | 29:27  | 5 | 2 | 1 | 2 | 140:146 | 5  |
| 4. | Maďarsko  | 24:28  | 27:34* | 27:27* | ***    | 31:25  | 24:25  | 5 | 1 | 1 | 3 | 133:139 | 3  |
| 5. | Makedonie | 21:29* | 27:28  | 27:33  | 23:29  | ***    | 22:21* | 5 | 1 | 0 | 4 | 117:143 | 2  |
| 6. | Rakousko  | 29:33* | 22:33  | 27:29  | 25:24  | 21:22* | ***    | 5 | 1 | 0 | 4 | 129:140 | 2  |

- s hvězdičkou = zápasy ze základní skupiny.

| 18. ledna 2014 16:00 | Makedonie              | 25 : 31 | Maďarsko  | Jyske Bank Boxen, Herning Počet diváků: 8,100 Rozhodčí: Gousko, Repkin (BLR) |
| 18. ledna 2014 16:00 | Manaskov, Pecakovski 5 | (9:16)  | Császár 7 | Jyske Bank Boxen, Herning Počet diváků: 8,100 Rozhodčí: Gousko, Repkin (BLR) |
| 18. ledna 2014 16:00 | 5× 3×                  | Report  | 5× 3×     | Jyske Bank Boxen, Herning Počet diváků: 8,100 Rozhodčí: Gousko, Repkin (BLR) |

| 18. ledna 2014 18:15 | Rakousko     | 27 : 33 | Island       | Jyske Bank Boxen, Herning Počet diváků: 10,000 Rozhodčí: Stark, Ştefan (ROU) |
| 18. ledna 2014 18:15 | Wilczynski 6 | (9:17)  | Sigurðsson 7 | Jyske Bank Boxen, Herning Počet diváků: 10,000 Rozhodčí: Stark, Ştefan (ROU) |
| 18. ledna 2014 18:15 | 4× 3×        | Report  | 3×           | Jyske Bank Boxen, Herning Počet diváků: 10,000 Rozhodčí: Stark, Ştefan (ROU) |

| 18. ledna 2014 20:30 | Dánsko   | 31 : 28 | Španělsko | Jyske Bank Boxen, Herning Počet diváků: 14,000 Rozhodčí: Nikolić, Stojković (SRB) |
| 18. ledna 2014 20:30 | Hansen 6 | (16:14) | García 5  | Jyske Bank Boxen, Herning Počet diváků: 14,000 Rozhodčí: Nikolić, Stojković (SRB) |
| 18. ledna 2014 20:30 | 4×       | Report  | 2× 3×     | Jyske Bank Boxen, Herning Počet diváků: 14,000 Rozhodčí: Nikolić, Stojković (SRB) |

| 20. ledna 2014 16:00 | Makedonie | 27 : 29 | Island                     | Jyske Bank Boxen, Herning Počet diváků: 5,000 Rozhodčí: Horáček, Novotný (CZE) |
| 20. ledna 2014 16:00 | Lazarov 7 | (11:14) | Sigurðsson, Hallgrímsson 6 | Jyske Bank Boxen, Herning Počet diváků: 5,000 Rozhodčí: Horáček, Novotný (CZE) |
| 20. ledna 2014 16:00 | 5× 3×     | Report  | 4×                         | Jyske Bank Boxen, Herning Počet diváků: 5,000 Rozhodčí: Horáček, Novotný (CZE) |

| 20. ledna 2014 18:15 | Rakousko | 27 : 28 | Španělsko     | Jyske Bank Boxen, Herning Počet diváků: 11,000 Rozhodčí: Gousko, Repkin (BLR) |
| 20. ledna 2014 18:15 | Schmid 6 | (12:14) | Aguinagalde 8 | Jyske Bank Boxen, Herning Počet diváků: 11,000 Rozhodčí: Gousko, Repkin (BLR) |
| 20. ledna 2014 18:15 | 4×       | Report  | 3× 2×         | Jyske Bank Boxen, Herning Počet diváků: 11,000 Rozhodčí: Gousko, Repkin (BLR) |

| 20. ledna 2014 20:30 | Dánsko             | 28 : 24 | Maďarsko   | Jyske Bank Boxen, Herning Počet diváků: 14,000 Rozhodčí: Krstić, Ljubič (SLO) |
| 20. ledna 2014 20:30 | Mogensen, Hansen 5 | (14:11) | Iváncsik 6 | Jyske Bank Boxen, Herning Počet diváků: 14,000 Rozhodčí: Krstić, Ljubič (SLO) |
| 20. ledna 2014 20:30 | 3×                 | Report  | 2× 4× 1×   | Jyske Bank Boxen, Herning Počet diváků: 14,000 Rozhodčí: Krstić, Ljubič (SLO) |

| 22. ledna 2014 16:00 | Makedonie     | 22 : 33 | Španělsko  | Jyske Bank Boxen, Herning Počet diváků: 4,500 Rozhodčí: Stoļarovs, Līcis (LAT) |
| 22. ledna 2014 16:00 | Mirkulovski 7 | (12:15) | Cañellas 6 | Jyske Bank Boxen, Herning Počet diváků: 4,500 Rozhodčí: Stoļarovs, Līcis (LAT) |
| 22. ledna 2014 16:00 | 5× 3×         | Report  | 2×         | Jyske Bank Boxen, Herning Počet diváků: 4,500 Rozhodčí: Stoļarovs, Līcis (LAT) |

| 22. ledna 2014 18:15 | Rakousko           | 25 : 24 | Maďarsko   | Jyske Bank Boxen, Herning Počet diváků: 11,000 Rozhodčí: Gubica, Milošević (CRO) |
| 22. ledna 2014 18:15 | Szilágyi, Santos 6 | (9:13)  | Iváncsik 5 | Jyske Bank Boxen, Herning Počet diváků: 11,000 Rozhodčí: Gubica, Milošević (CRO) |
| 22. ledna 2014 18:15 | 6× 3×              | Report  | 4× 3×      | Jyske Bank Boxen, Herning Počet diváků: 11,000 Rozhodčí: Gubica, Milošević (CRO) |

| 22. ledna 2014 20:30 | Dánsko   | 32 : 23 | Island        | Jyske Bank Boxen, Herning Počet diváků: 14,000 Rozhodčí: Dentz, Reibel (FRA) |
| 22. ledna 2014 20:30 | Larsen 8 | (17:13) | Sigurðsson 10 | Jyske Bank Boxen, Herning Počet diváků: 14,000 Rozhodčí: Dentz, Reibel (FRA) |
| 22. ledna 2014 20:30 | 1× 4×    | Report  | 2× 4×         | Jyske Bank Boxen, Herning Počet diváků: 14,000 Rozhodčí: Dentz, Reibel (FRA) |

#### Skupina II
|    | Tým        | FRA    | CRO    | POL    | SWE    | RUS    | BLR    | Z | V | R | P | Skóre   | B |
| 1. | Francie    | ***    | 27:24  | 28:27* | 28:30  | 35:28* | 39:30  | 5 | 4 | 0 | 1 | 157:140 | 8 |
| 2. | Chorvatsko | 24:27  | ***    | 31:28  | 25:24* | 33:25  | 33:22* | 5 | 4 | 0 | 1 | 147:126 | 8 |
| 3. | Polsko     | 27:28* | 28:31  | ***    | 35:25  | 24:22* | 31:30  | 5 | 3 | 0 | 2 | 145:136 | 6 |
| 4. | Švédsko    | 30:28  | 24:25* | 25:35  | ***    | 29:27  | 30:22* | 5 | 3 | 0 | 3 | 138:137 | 6 |
| 5. | Rusko      | 28:35* | 25:33  | 22:24* | 27:29  | ***    | 39:33  | 5 | 1 | 0 | 4 | 141:154 | 2 |
| 6. | Bělorusko  | 30:39  | 22:33* | 30:31  | 22:30* | 33:39  | ***    | 5 | 0 | 0 | 5 | 137:172 | 0 |

- s hvězdičkou = zápasy ze základní skupiny.

| 19. ledna 2014 15:45 | Polsko       | 31 : 30 | Bělorusko | NRGi Arena, Aarhus Počet diváků: 2,680 Rozhodčí: Krstić, Ljubič (SLO) |
| 19. ledna 2014 15:45 | Jurkiewicz 8 | (14:13) | Rutenka 9 | NRGi Arena, Aarhus Počet diváků: 2,680 Rozhodčí: Krstić, Ljubič (SLO) |
| 19. ledna 2014 15:45 | 5× 4×        | Report  | 7× 3×     | NRGi Arena, Aarhus Počet diváků: 2,680 Rozhodčí: Krstić, Ljubič (SLO) |

| 19. ledna 2014 18:00 | Rusko       | 27 : 29 | Švédsko     | NRGi Arena, Aarhus Počet diváků: 3,070 Rozhodčí: Stoļarovs, Līcis (LAT) |
| 19. ledna 2014 18:00 | Igropulo 11 | (13:20) | Jakobsson 7 | NRGi Arena, Aarhus Počet diváků: 3,070 Rozhodčí: Stoļarovs, Līcis (LAT) |
| 19. ledna 2014 18:00 | 2× 3×       | Report  | 6× 4× 1×    | NRGi Arena, Aarhus Počet diváků: 3,070 Rozhodčí: Stoļarovs, Līcis (LAT) |

| 19. ledna 2014 20:15 | Francie             | 27 : 25 | Chorvatsko | NRGi Arena, Aarhus Počet diváků: 3,400 Rozhodčí: Gjeding, Hansen (DEN) |
| 19. ledna 2014 20:15 | Karabatić, Guigou 7 | (18:17) | Kopljar 7  | NRGi Arena, Aarhus Počet diváků: 3,400 Rozhodčí: Gjeding, Hansen (DEN) |
| 19. ledna 2014 20:15 | 2×                  | Report  | 5× 4×      | NRGi Arena, Aarhus Počet diváků: 3,400 Rozhodčí: Gjeding, Hansen (DEN) |

| 21. ledna 2014 15:45 | Rusko      | 25 : 33 | Chorvatsko | NRGi Arena, Aarhus Počet diváků: 2,000 Rozhodčí: Stark, Ştefan (ROU) |
| 21. ledna 2014 15:45 | Poljakov 5 | (11:16) | Horvat 7   | NRGi Arena, Aarhus Počet diváků: 2,000 Rozhodčí: Stark, Ştefan (ROU) |
| 21. ledna 2014 15:45 | 2× 3×      | Report  | 1× 2×      | NRGi Arena, Aarhus Počet diváků: 2,000 Rozhodčí: Stark, Ştefan (ROU) |

| 21. ledna 2014 18:00 | Francie    | 39 : 30 | Bělorusko            | NRGi Arena, Aarhus Počet diváků: 2,100 Rozhodčí: Nikolić, Stojković (SRB) |
| 21. ledna 2014 18:00 | Honrubia 9 | (20:16) | Brouka, Nikulenkau 6 | NRGi Arena, Aarhus Počet diváků: 2,100 Rozhodčí: Nikolić, Stojković (SRB) |
| 21. ledna 2014 18:00 | 1× 3×      | Report  | 3×                   | NRGi Arena, Aarhus Počet diváků: 2,100 Rozhodčí: Nikolić, Stojković (SRB) |

| 21. ledna 2014 20:15 | Polsko     | 35 : 25 | Švédsko           | NRGi Arena, Aarhus Počet diváků: 3,000 Rozhodčí: Raluy, Sabroso (ESP) |
| 21. ledna 2014 20:15 | Lijewski 6 | (15:12) | Ekdahl du Rietz 6 | NRGi Arena, Aarhus Počet diváků: 3,000 Rozhodčí: Raluy, Sabroso (ESP) |
| 21. ledna 2014 20:15 | 3× 2×      | Report  | 1× 3×             | NRGi Arena, Aarhus Počet diváků: 3,000 Rozhodčí: Raluy, Sabroso (ESP) |

| 22. ledna 2014 15:45 | Rusko      | 39 : 33 | Bělorusko | NRGi Arena, Aarhus Počet diváků: 700 Rozhodčí: Nachevski, Nikolov (MKD) |
| 22. ledna 2014 15:45 | Kovalev 12 | (23:17) | Brouka 9  | NRGi Arena, Aarhus Počet diváků: 700 Rozhodčí: Nachevski, Nikolov (MKD) |
| 22. ledna 2014 15:45 | 6× 4×      | Report  | 4× 3×     | NRGi Arena, Aarhus Počet diváků: 700 Rozhodčí: Nachevski, Nikolov (MKD) |

| 22. ledna 2014 18:00 | Francie | 28 : 30 | Švédsko               | NRGi Arena, Aarhus Počet diváků: 3,000 Rozhodčí: Geipel, Helbig (GER) |
| 22. ledna 2014 18:00 | Joli 4  | (16:14) | Jakobsson, Karlsson 6 | NRGi Arena, Aarhus Počet diváků: 3,000 Rozhodčí: Geipel, Helbig (GER) |
| 22. ledna 2014 18:00 | 1× 3×   | Report  | 5× 3×                 | NRGi Arena, Aarhus Počet diváků: 3,000 Rozhodčí: Geipel, Helbig (GER) |

| 22. ledna 2014 20:15 | Polsko    | 28 : 31 | Chorvatsko      | NRGi Arena, Aarhus Počet diváků: 3,700 Rozhodčí: Horáček, Novotný (CZE) |
| 22. ledna 2014 20:15 | Jurecki 6 | (15:14) | three players 6 | NRGi Arena, Aarhus Počet diváků: 3,700 Rozhodčí: Horáček, Novotný (CZE) |
| 22. ledna 2014 20:15 | 2× 4×     | Report  | 6× 3×           | NRGi Arena, Aarhus Počet diváků: 3,700 Rozhodčí: Horáček, Novotný (CZE) |

## Play off

### Pavouk
|  | Semifinále               | Semifinále               |    |                          | Finále                   | Finále |  |
|  |                          |                          |    |                          |                          |        |  |
|  | 24. ledna 2014 - Herning |                          |    |                          |                          |        |  |
|  | Dánsko                   | 29                       |    |                          |                          |        |  |
|  | Chorvatsko               | 27                       |    |                          |                          |        |  |
|  |                          |                          |    |                          |                          |        |  |
|  |                          |                          |    |                          | 26. ledna 2014 - Herning |        |  |
|  |                          |                          |    |                          | Dánsko                   | 32     |  |
|  |                          | Francie                  | 41 |                          |                          |        |  |
|  |                          |                          |    |                          |                          |        |  |
|  |                          |                          |    |                          |                          |        |  |
|  |                          |                          |    |                          | O třetí místo            |        |  |
|  | 24. ledna 2014 - Herning | 24. ledna 2014 - Herning |    | 26. ledna 2014 - Herning | 26. ledna 2014 - Herning |        |  |
|  | Francie                  | 30                       |    | Chorvatsko               | 28                       |        |  |
|  | Španělsko                | 27                       |    |                          | Španělsko                | 29     |  |

### Semifinále
| 24. ledna 2014 18:30 | Francie  | 30 : 27 | Španělsko   | Jyske Bank Boxen, Herning Počet diváků: 14,000 Rozhodčí: Krstić, Ljubič (SLO) |
| 24. ledna 2014 18:30 | Abalo 8  | (12:14) | Cañellas 10 | Jyske Bank Boxen, Herning Počet diváků: 14,000 Rozhodčí: Krstić, Ljubič (SLO) |
| 24. ledna 2014 18:30 | 7× 4× 1× | Report  | 4×          | Jyske Bank Boxen, Herning Počet diváků: 14,000 Rozhodčí: Krstić, Ljubič (SLO) |

| 24. ledna 2014 21:00 | Dánsko   | 29 : 27 | Chorvatsko        | Jyske Bank Boxen, Herning Počet diváků: 14,000 Rozhodčí: Geipel, Helbig (GER) |
| 24. ledna 2014 21:00 | Eggert 8 | (13:15) | Kopljar, Horvat 6 | Jyske Bank Boxen, Herning Počet diváků: 14,000 Rozhodčí: Geipel, Helbig (GER) |
| 24. ledna 2014 21:00 | 6× 4×    | Report  | 6× 4×             | Jyske Bank Boxen, Herning Počet diváků: 14,000 Rozhodčí: Geipel, Helbig (GER) |

### Zápas o 5. místo
| 24. ledna 2014 16:00 | Island       | 28 : 27 | Polsko        | Jyske Bank Boxen, Herning Počet diváků: 9,000 Rozhodčí: Nachevski, Nikolov (MKD) |
| 24. ledna 2014 16:00 | Guðjónsson 8 | (13:16) | Kuchczyński 5 | Jyske Bank Boxen, Herning Počet diváků: 9,000 Rozhodčí: Nachevski, Nikolov (MKD) |
| 24. ledna 2014 16:00 | 3×           | Report  | 3×            | Jyske Bank Boxen, Herning Počet diváků: 9,000 Rozhodčí: Nachevski, Nikolov (MKD) |

### Zápas o 3. místo
| 26. ledna 2014 15:00 | Chorvatsko | 28 : 29 | Španělsko  | Jyske Bank Boxen, Herning Počet diváků: 14,000 Rozhodčí: Stark, Ştefan (ROU) |
| 26. ledna 2014 15:00 | Duvnjak 8  | (13:16) | Cañellas 8 | Jyske Bank Boxen, Herning Počet diváků: 14,000 Rozhodčí: Stark, Ştefan (ROU) |
| 26. ledna 2014 15:00 | 3×         | Report  | 3×         | Jyske Bank Boxen, Herning Počet diváků: 14,000 Rozhodčí: Stark, Ştefan (ROU) |

### Finále
| 26. ledna 2014 17:30 | Dánsko   | 32 : 41 | Francie   | Jyske Bank Boxen, Herning Počet diváků: 14,000 Rozhodčí: Raluy, Sabroso (ESP) |
| 26. ledna 2014 17:30 | Hansen 9 | (16:23) | Guigou 10 | Jyske Bank Boxen, Herning Počet diváků: 14,000 Rozhodčí: Raluy, Sabroso (ESP) |
| 26. ledna 2014 17:30 | 3×       | Report  | 3×        | Jyske Bank Boxen, Herning Počet diváků: 14,000 Rozhodčí: Raluy, Sabroso (ESP) |

## Statistiky
All Star Team
All-star team byl vyhlášen 26. ledna 2014.
| Pozice         | Hráč                    |
| -------------- | ----------------------- |
| Brankář        | Niklas Landin Jacobsen  |
| Pravé křídlo   | Luc Abalo               |
| Pravá spojka   | Krzysztof Lijewski      |
| Střední spojka | Domagoj Duvnjak         |
| Levá spojka    | Mikkel Hansen           |
| Levé křídlo    | Guðjón Valur Sigurðsson |
| Pivot          | Julen Aguinagalde       |

Ostatní ocenění
| Ocenění                  | Hráč             |
| ------------------------ | ---------------- |
| Nejužitečnější hráč      | Nikola Karabatić |
| Nejlepší defenzivní hráč | Tobias Karlsson  |
| Nejlepší střelec         | Joan Cañellas    |

| P  | Hráči                   | G  | S  | %  |
| -- | ----------------------- | -- | -- | -- |
| 1. | Joan Cañellas           | 50 | 64 | 78 |
| 2. | Guðjón Valur Sigurðsson | 44 | 60 | 73 |
| 3. | Mikkel Hansen           | 39 | 60 | 65 |
| 4. | Kiril Lazarov           | 38 | 74 | 51 |
| 5. | Domagoj Duvnjak         | 36 | 64 | 56 |
| 6. | Michaël Guigou          | 36 | 48 | 75 |
| 7. | Siargej Rutenka         | 34 | 62 | 55 |
| 8. | Zlatko Horvat           | 33 | 45 | 73 |
| 9. | Nikola Karabatić        | 32 | 51 | 63 |

| P  | Hráči                  | %  | Chs | S   |
| -- | ---------------------- | -- | --- | --- |
| 1. | Magnus Dahl            | 47 | 17  | 36  |
| 2. | Aron Rafn Edvarsson    | 37 | 25  | 68  |
| 3. | Ole Erevik             | 37 | 38  | 103 |
| 4. | Niklas Jacobsen Landin | 36 | 76  | 214 |
| 4. | Igor Levšin            | 36 | 27  | 75  |
| 4. | Piotr Wyszomirski      | 36 | 24  | 66  |

| Družstva   | Z  | CN      | PN     |
| ---------- | -- | ------- | ------ |
| Dánsko     | 8  | 112 000 | 14 000 |
| Česko      | 3  | 37 100  | 12 367 |
| Rakousko   | 6  | 71 000  | 11 833 |
| Makedonie  | 6  | 53 700  | 8 950  |
| Španělsko  | 8  | 67 623  | 8 452  |
| Maďarsko   | 6  | 43 223  | 7 204  |
| Island     | 7  | 48 123  | 6 875  |
| Chorvatsko | 8  | 46 940  | 5 868  |
| Francie    | 8  | 46 197  | 5 650  |
| Polsko     | 7  | 28 025  | 4 004  |
| Švédsko    | 6  | 19 652  | 3 275  |
| Norsko     | 3  | 10 123  | 3 374  |
| Srbsko     | 3  | 9 762   | 3 254  |
| Černá Hora | 3  | 8 752   | 2 917  |
| Rusko      | 6  | 16 180  | 2 697  |
| Bělorusko  | 6  | 14 380  | 2 397  |
| Spolu      | 47 | 316 390 | 6 732  |

## Konečné pořadí
| Por.             | Mistrovství světa 2014 | Z | V | R | P | GV  | GI  | B  |
| ---------------- | ---------------------- | - | - | - | - | --- | --- | -- |
| Zlatá medaile    | Francie                | 8 | 7 | 0 | 1 | 259 | 227 | 14 |
| Stříbrná medaile | Dánsko                 | 8 | 7 | 0 | 1 | 247 | 222 | 14 |
| Bronzová medaile | Španělsko              | 8 | 6 | 0 | 2 | 239 | 218 | 12 |
| 4.               | Chorvatsko             | 8 | 5 | 0 | 3 | 229 | 206 | 10 |
| 5.               | Island                 | 7 | 4 | 1 | 2 | 199 | 199 | 9  |
| 6.               | Polsko                 | 7 | 3 | 0 | 4 | 191 | 184 | 6  |
| 7.               | Švédsko                | 6 | 4 | 0 | 2 | 166 | 158 | 8  |
| 8.               | Maďarsko               | 6 | 1 | 2 | 3 | 159 | 165 | 4  |
| 9.               | Rusko                  | 6 | 2 | 0 | 4 | 168 | 179 | 4  |
| 10.              | Makedonie              | 6 | 1 | 1 | 4 | 141 | 167 | 3  |
| 11.              | Rakousko               | 6 | 2 | 0 | 4 | 159 | 160 | 4  |
| 12.              | Bělorusko              | 6 | 1 | 0 | 5 | 166 | 195 | 2  |
| 13.              | Srbsko                 | 3 | 1 | 0 | 2 | 73  | 77  | 2  |
| 14.              | Norsko                 | 3 | 0 | 1 | 2 | 77  | 84  | 1  |
| 15.              | Česko                  | 3 | 0 | 1 | 2 | 73  | 87  | 1  |
| 16.              | Černá Hora             | 3 | 0 | 0 | 3 | 66  | 84  | 0  |

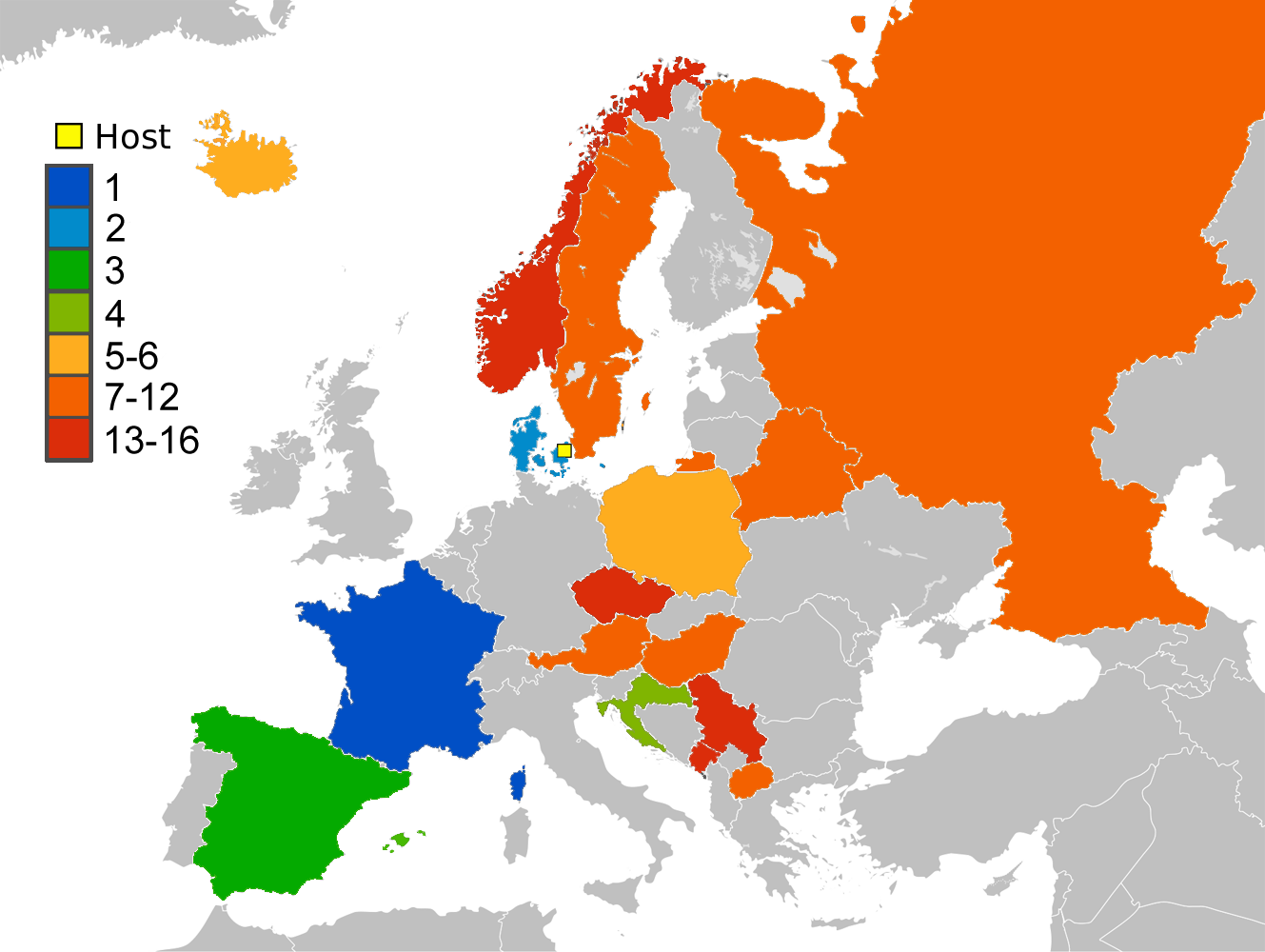
Umístění týmu dle mapy Evropy

Pozn. Nejlepší čtyři týmy Eura 2014 se automaticky kvalifikovali na MS 2015 v Kataru. Vzhledem k tomu, že Španělsko je již kvalifikované jako mistr světa, účastní se celek na čtvrtém místě, tudíž Chorvatsko.